# Polygonum samsunicum
Polygonum samsunicum är en slideväxtart som beskrevs av Yildirimli & Leblebici. Polygonum samsunicum ingår i släktet trampörter, och familjen slideväxter. Inga underarter finns listade i Catalogue of Life.